# خصوصية المستهلك
خصوصية المستهلك هي خصوصية المعلومات من جهة صلتها بمستهلكي المنتجات والخدمات.
تنشأ مجموعة متنوعة من القضايا الاجتماعية والقانونية والسياسية من تفاعل توقع الجمهور المحتمل مع الخصوصية وجمع البيانات ونشرها من قبل الشركات أو التجار. تعود مخاوف خصوصية المستهلك إلى أوائل شركات البريد التجارية والمصرفيين الذين فرضوا تدابير قوية لحماية خصوصية العملاء. في العصر الحديث، تحدد القواعد الأخلاقية للمهن المختلفة تدابير لحماية خصوصية العميل، متضمنةً الخصوصية الطبية وسرية العميل. تشمل مصالح الدولة مسائل الأمن القومي. تمتلك العديد من المؤسسات حافزًا تنافسيًا لجمع بيانات العملاء والاحتفاظ بها واستخدامها لأغراض مختلفة، وتتبنى العديد من الشركات إجراءات هندسية أمنية للتحكم في هذه البيانات وإدارة توقعات العملاء والمتطلبات القانونية لخصوصية المستهلك.
حماية خصوصية المستهلك هي استخدام القوانين والأنظمة لحماية الأفراد من فقدان الخصوصية بسبب إخفاقات وقيود تدابير خصوصية العملاء من الشركات. قد تميل الشركات إلى مشاركة البيانات من أجل ميزة تجارية، وتفشل في الاعتراف رسميًا بأنها حساسة لتجنب المسؤولية القانونية في حالة حدوث ثغرات أمنية. نشأ قانون خصوصية المستهلك الحديث من تنظيم الاتصالات عندما اعتُرف بأن شركة الهاتف لديها إمكانية الوصول إلى مستويات غير مسبوقة من المعلومات. نُظر إلى تدابير خصوصية العملاء على أنها قاصرة في التعامل مع العديد من أخطار مشاركة بيانات الشركة، وعمليات اندماج الشركات، ودوران الموظفين، وسرقة أجهزة تخزين البيانات (مثل محركات الأقراص الثابتة) التي يمكنها تخزين كمية كبيرة من البيانات في مكان محمول.
تمتلك الشركات بيانات المستهلك والمعلومات التي يجري الحصول عليها من مشتريات المستهلكين والعملاء، والمنتجات، والخدمات. وبالتالي، تتحمل الشركات مسؤولية الحفاظ على هذه البيانات والمعلومات آمنة وسرية. يتوقع المستهلكون أن تتخذ الشركات موقفًا نشطًا عند حماية قضايا خصوصية المستهلك ودعم الاتفاقيات السرية. سواءً كانت الشركة تقدم خدمات أو منتجات للمستهلكين، من المتوقع أن تستخدم الشركات طرائق، مثل: طرق التعتيم، أو التشفير، للتستر على بيانات المستهلك؛ عند تحليل البيانات، أو الاتجاهات مثلًا. من المتوقع أيضًا أن تحمي الشركات خصوصية المستهلك داخل المؤسسات نفسها ومن الكيانات الخارجية، متضمنةً مزودي الخدمات من الأطراف الثالثة والموردين الذين يقدمون مكونات وإمدادات المنتجات، والمؤسسات الحكومية، أو منظمات الشراكة المجتمعية. إضافةً إلى ذلك، يُطلب من الشركات في بعض الأحيان تقديم اتفاقية لخدمة العملاء، أو مستهلك المنتج؛ تنص على أن معلومات المستهلك أو العميل ستبقى سرية، ولن تُستخدم لأغراض إعلانية أو ترويجية، مثلًا. لدى حكومة الولايات المتحدة، متضمنةً، لجنة التجارة الفيدرالية، قوانين حماية المستهلك مثل قانون حماية المستهلك عبر الهاتف وقانون شفافية البيانات والخصوصية. كل ولاية لديها قوانين وأنظمة تحمي المستهلكين أيضًا. أحد الأمثلة على ذلك هو قانون خصوصية المستهلك في كاليفورنيا.

## تشريع القوانين
تعود مخاوف خصوصية المستهلك إلى أوائل شركات البريد التجارية والمصرفيين الذين فرضوا تدابير قوية لحماية خصوصية العملاء. تم تمرير إجراءات عقابية قاسية نتيجة لعدم الحفاظ على خصوصية معلومات العميل. في العصر الحديث، تحدد القواعد الأخلاقية لمعظم المهن تدابير الخصوصية لمستهلك أي خدمة، متضمنةً الخصوصية الطبية وسرية العميل والأمن القومي. هذه الرموز مهمة بصفة خاصة في الحالة الجسدية، إذ لا توجد خصوصية بأي شكل ولا توجد قيود على إشراف الدولة أو استخدام البيانات. ممارسات خصوصية العملاء من الشركات هي نُهج تتبعها المنظمات التجارية لضمان عدم سرقة بيانات العملاء السرية أو إساءة استخدامها. نظرًا إلى أن معظم المؤسسات لديها حوافز تنافسية قوية للاحتفاظ بالوصول الحصري إلى بيانات العملاء، وبما أن ثقة العملاء عادةً ما تكون أولوية عالية، تتخذ معظم الشركات بعض الإجراءات الهندسية الأمنية لحماية خصوصية العملاء. هنالك أيضًا قلق من أن الشركات قد تبيع بيانات المستهلك إذا كان عليها إعلان إفلاسها، على الرغم من أنه غالبًا ما تنتهك سياسات الخصوصية الخاصة بها.
تتنوع الإجراءات التي تتخذها الشركات لحماية خصوصية المستهلك من ناحية الفعالية، ولن تفي عادةً بالمعايير الأعلى بكثير لسرية العميل المطبقة من خلال القواعد الأخلاقية أو القواعد القانونية في البنوك أو القانون، ولا تدابير خصوصية المريض في الطب، ولا تدابير الأمن القومي الصارمة في الجيش والمنظمات الاستخباراتية. قانون خصوصية المستهلك في كاليفورنيا، مثلًا، يحمي استخدام بيانات خصوصية المستهلك من قبل الشركات والحكومات. يجعل هذا القانون من الصعب على الشركات استخراج المعلومات الشخصية من المستهلكين واستخدامها لأغراض تجارية. نظرًا إلى أن الشركات تعمل لتحقيق ربح، لا يمكن للمنظمات التجارية أيضًا إنفاق أموال غير محدودة على الاحتياطات بينما تظل قادرة على المنافسة؛ يميل السياق التجاري إلى تقييد تدابير الخصوصية وتحفيز المنظمات على مشاركة البيانات عند العمل في شراكة. الضرر الناجم عن فقدان الخصوصية غير قابل للقياس، ولا يمكن التراجع عنه، والمنظمات التجارية لديها اهتمام ضئيل أو لا مصلحة لها في اتخاذ تدابير غير مربحة لزيادة خصوصية العملاء إلى حد كبير. قد تميل الشركات إلى مشاركة البيانات من أجل ميزة تجارية، وتفشل في الاعتراف رسميًا بأنها حساسة لتجنب المسؤولية القانونية في حالة حدوث ثغرات أمنية، وقد أدى ذلك إلى العديد من المخاطر الأخلاقية وحوادث انتهاك خصوصية العملاء.